# ГФК Словен
ГФК Словен је српски фудбалски клуб из Руме и тренутно се такмичи у Српској лиги Војводина, трећем такмичарском нивоу српског фудбала.

## Историја
Градски фудбалски клуб Словен основан је 1924. године, а од 2020. године носи свој садашњи пун назив.
У периоду од 1959. до 1977, Словен је пуних 18 година без прекида наступао у трећем рангу фудбала у СФРЈ - Војвођанској лиги, односно Северној групи Српске лиге.
Најближи пласману у савезни ранг такмичења, Словен је дошао у сезони 1965/66. На крају сезоне, ФК Словен је био изједначен на челу табеле са ФК Црвенка са 43 бода. Међутим, због нешто боље гол-разлике, Црвенка је заузела прво место и самим тим директан пласман у Источну групу Друге лиге СФРЈ. Црвенка је неколико сезона касније стигла и до Прве савезне лиге, а Словен је наставио да се такмичи у трећем рангу са солидним успехом све до 1977, али никада није поновио резултат из 1966. 
Након вишегодишњег играња у четвртом рангу (сремска подручна лига и војвођанска зонска лига), Словен је поново дошао до трећег ранга као члан Српске лиге Војводина у сезони 1995/96. После пет сезона такмичења са осредњим резултатима, испао је у Војвођанску зону. 
Последњи пут Словен се вратио у Српску лигу 2007/08 сезоне. Након освојеног високог петог места, следећу сезону 2008/09. је завршио као убедљиво последњи и испао у Војвођанску лигу а после само једне године и у Подручну лигу Сремске Митровице. Словен је провео више од једне деценије играјући Подручну лигу, а у једној сезони је пао чак и до локалне међуопштинске лиге (шести ранг такмичења у Србији).
У току 2020. године, почео је резултатски опоравак клуба. На крају сезоне 2021/22 Словен је освојио прво место у Подручној фудбалскојлиги Срема и пласирао се у Војвођанску фудбалску лигу Југ, одакле се после само једне сезоне вратио у Српску лигу Војводина. 
У сезони 2023/24, Словен је заузео друго место на табели Српске лиге Војводина, иза Железничара из Инђије. Због административног пропуста клуба из Инђије, Словен је преузео њихово место и тако  по први пут у историји клуба, обезбедио учешће у савезном рангу, Првој лиги Србије. 

## Стадион
Словен своје утакмице игра на Стадиону у Борковачкој долини, на путу ка језеру Борковац, познатом румском излетишту. Стадион је реновиран крајем 2020. године, поседује рефлекторе и једну трибину са столицама.